# Grigny (Pas-de-Calais)
Pour les articles homonymes, voir Grigny.
Grigny est une commune française située dans le département du Pas-de-Calais en région Hauts-de-France. Ses habitants sont appelés les Grignois.
La commune fait partie de la communauté de communes des 7 Vallées qui regroupe 66 communes et compte 29 425 habitants en 2022.

## Géographie

### Localisation
Localisée dans le sud du département du Pas-de-Calais, Grigny est une commune de la vallée de la Ternoise limitrophe, à l'ouest, de la commune d'Hesdin-la-Forêt et située, à vol d'oiseau, à 22 km au sud-est de la commune de Montreuil-sur-Mer (chef-lieu d'arrondissement).
Le territoire de la commune est limitrophe de ceux de deux communes.
Les communes limitrophes sont  Hesdin-la-Forêt et Le Parcq.

### Géologie et relief
La superficie de la commune est de 2,14 km2 ; son altitude varie de 25  à   85 mètres.

### Hydrographie
Le territoire de la commune est situé dans le bassin Artois-Picardie.
La commune est traversée par la Ternoise, un cours d'eau naturel non navigable de 41,43 km, qui prend sa source dans la commune d'Ostreville et conflue dans la Canche dans la commune d'Huby-Saint-Leu.

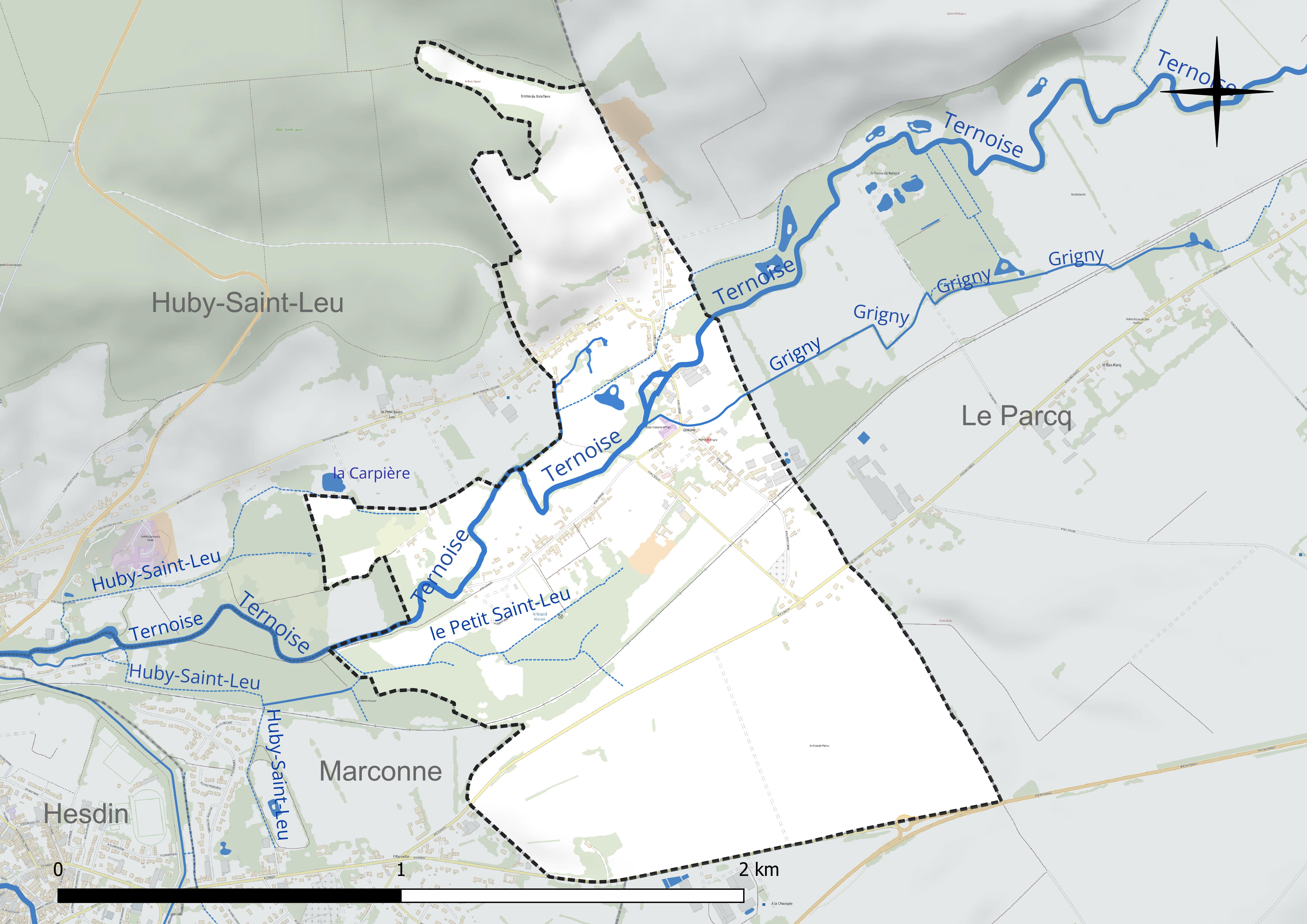
Réseau hydrographique de Grigny.

Par ailleurs, trois autres petits cours d'eau traversent le territoire de la commune :
- le Grigny, cours d'eau naturel non navigable de 1,62 km, qui prend sa source dans la commune de Le Parcq et termine sa course au niveau de la commune[5] ;
- le Huby-Saint-Leu, cours d'eau naturel non navigable de 1,35 km, qui prend sa source dans la commune et se jette dans la Ternoise au niveau de la commune d'Huby-Saint-Leu[6] ;
- le Petit Saint-Leu, cours d'eau naturel non navigable de 0,85 km, qui prend sa source dans la commune et se jette dans la Ternoise au niveau de la commune d'Huby-Saint-Leu[7].

### Climat
Pour des articles plus généraux, voir Climat des Hauts-de-France et Climat du Pas-de-Calais.
En 2010, le climat de la commune est de type climat océanique altéré, selon une étude du CNRS s'appuyant sur une série de données couvrant la période 1971-2000. En 2020, Météo-France publie une typologie des climats de la France métropolitaine dans laquelle la commune est exposée à un climat océanique et est dans la région climatique Côtes de la Manche orientale, caractérisée par un faible ensoleillement (1 550 h/an) ; forte humidité de l’air (plus de 20 h/jour avec humidité relative > 80 % en hiver), vents forts fréquents.
Pour la période 1971-2000, la température annuelle moyenne est de 10,2 °C, avec une amplitude thermique annuelle de 13,5 °C. Le cumul annuel moyen de précipitations est de 847 mm, avec 13 jours de précipitations en janvier et 8,1 jours en juillet. Pour la période 1991-2020, la température moyenne annuelle observée sur la station météorologique la plus proche, située sur la commune de Humières à 10 km à vol d'oiseau, est de 10,9 °C et le cumul annuel moyen de précipitations est de 856,9 mm,. Pour l'avenir, les paramètres climatiques de la commune estimés pour 2050 selon différents scénarios d'émission de gaz à effet de serre sont consultables sur un site dédié publié par Météo-France en novembre 2022.

### Paysages
Pour un article plus général, voir Paysage en France.
La commune s'inscrit dans les « paysages du Ternois » tels qu’ils sont définis dans l’atlas de paysages de la région Nord-Pas-de-Calais, conçu par la direction régionale de l'Environnement, de l'Aménagement et du Logement (DREAL),.
Ces paysages, qui concernent 138 communes avec trois pôles d’attraction que sont Hesdin à l'ouest, Saint-Pol-sur-Ternoise à l’est et, dans une moindre mesure, Frévent en lisière sud, sont délimités par deux cours d’eau : la Canche au Sud et la Ternoise au Nord. Ces paysages sont composés de plateaux, de vallées et de bocages. Les plateaux du Ternois montrent une structure tabulaire assez plane et une altitude assez régulière avec des points culminants entre 150  à   160 m.
Le territoire d’une vingtaine de kilomètres du Nord au Sud et d’Est en Ouest, est traversé par la D 939 reliant Saint-Pol-sur-Ternoise à Hesdin, par la D 912 entre Saint-Pol-sur-Ternoise et Frévent et par la ligne ferroviaire de Saint-Pol-sur-Ternoise à Étaples dans la vallée de la Canche. La position excentrée, en l’absence de grands axes autoroutiers ou ferrés structurants, a permis au Ternois de conserver un caractère rural et une certaine qualité de paysage.
Au niveau de l’occupation des sols, les surfaces cultivées sont omniprésentes sur les plateaux, avec majoritairement la culture de la betterave et de la pomme de terre, et représentent près de 72 % de la surface totale de ces paysages du Ternois, les espaces artificialisés, cantonnés dans les fonds de vallée, représentent 13 % et les surfaces boisées, présentes dans les deux principales vallées de la Ternoise et de la Canche, ne représentent que 6 %.

### Milieux naturels et biodiversité

#### Espace protégé et géré
La protection réglementaire est le mode d’intervention le plus fort pour préserver des espaces naturels remarquables et leur biodiversité associée.
Dans ce cadre, on trouve sur le territoire de la commune un terrain géré (location, convention de gestion) par le Conservatoire d'espaces naturels des Hauts-de-France : le marais des courbes, d'une superficie de 5,389 ha.

#### Zones naturelles d'intérêt écologique, faunistique et floristique
L’inventaire des zones naturelles d'intérêt écologique, faunistique et floristique (ZNIEFF) a pour objectif de réaliser une couverture des zones les plus intéressantes sur le plan écologique, essentiellement dans la perspective d’améliorer la connaissance du patrimoine naturel national et de fournir aux différents décideurs un outil d’aide à la prise en compte de l’environnement dans l’aménagement du territoire.
Le territoire communal comprend une ZNIEFF de type 1 : la forêt domaniale d'Hesdin et ses lisières. Elle est située dans le Ternois et s’étend sur le plateau de l’Aa et sur le rebord sud d’un glacis incliné vers la dépression synclinale de la Canche.
et deux ZNIEFF de type 2 : 
- la vallée de la Ternoise et ses versants de Saint-Pol-sur-Ternoise à Hesdin et le vallon de Bergueneuse. La Ternoise, avec ses 25 km de vallée étroite, a des versants occupés par des bois, des pelouses, des prairies et des lisières arbustives, et son plateau limoneux est utilisé pour la culture. Le versant droit de la Ternoise est entaillé par de nombreuses vallées sèches drainant les collines crayeuses de l’Artois[19] ;
- la basse vallée de la Canche et ses versants en aval d’Hesdin. Cette zone humide recelant des marais tourbeux, s'étend d'Étaples à Hesdin sur une superficie de 12 059 ha[20].

Carte des ZNIEFF de type 1 et 2 sur la commune
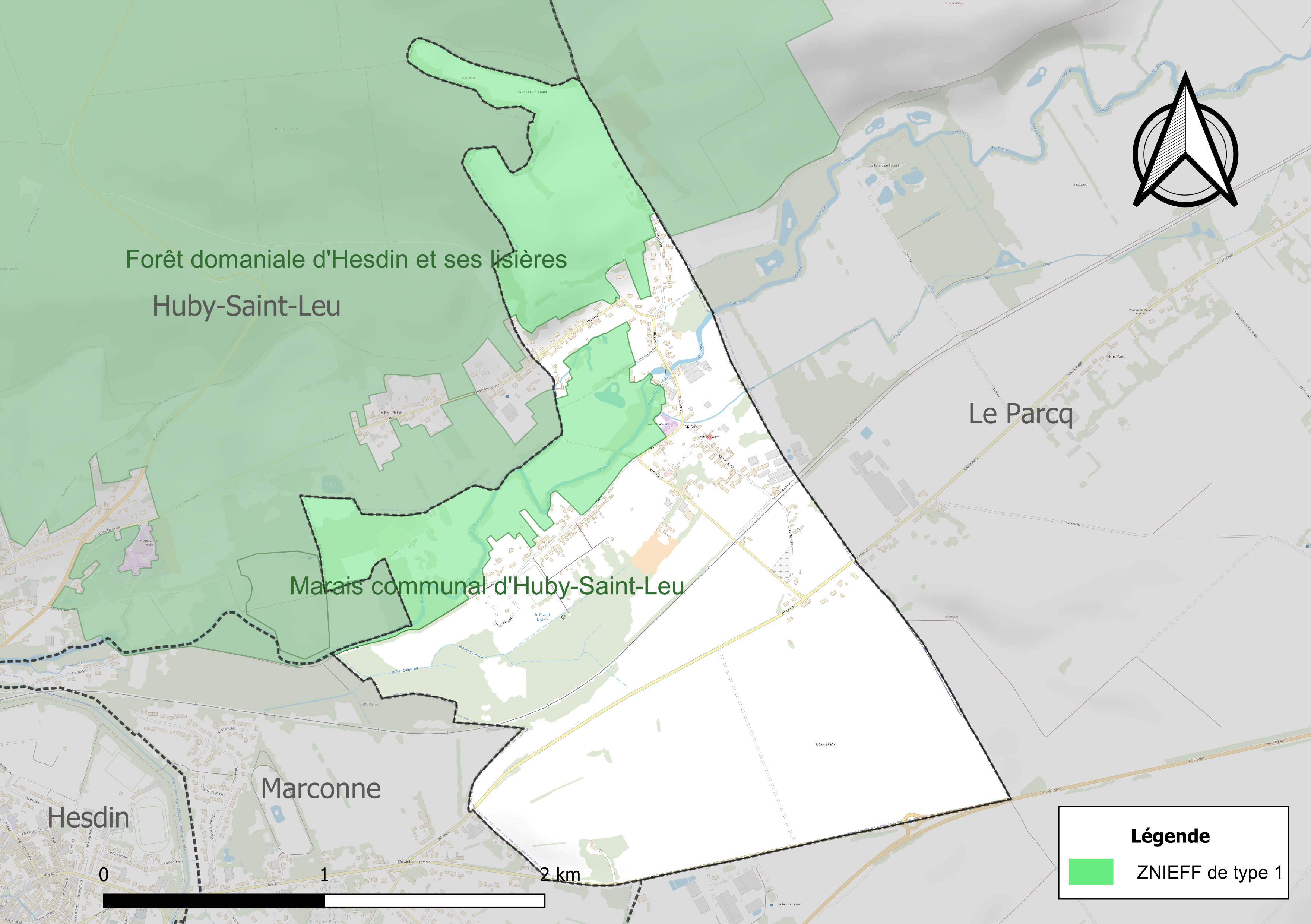
Carte de la ZNIEFF de type 1 sur la commune.
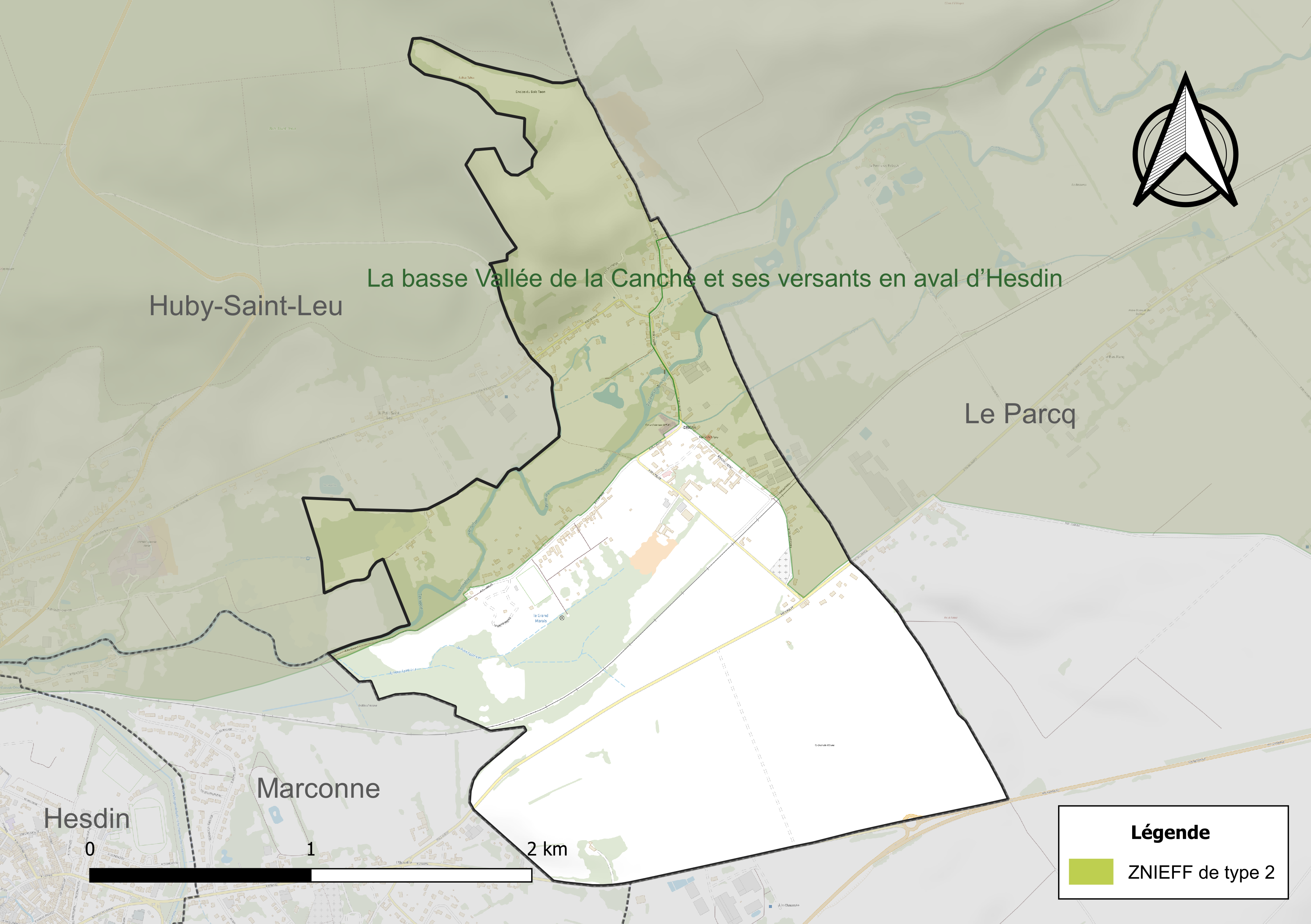
Carte des ZNIEFF de type 2 sur la commune.

#### Espèces faunistiques et floristiques
Le site de l’Inventaire national du patrimoine naturel (INPN) recense 395 espèces faunistiques et floristiques sur le territoire de la commune dont 71 protégées et 27 taxons (espèces et sous-espèces) menacées et quasi-menacées.

## Urbanisme

### Typologie
Au 1er janvier 2024, Grigny est catégorisée commune rurale à habitat dispersé, selon la nouvelle grille communale de densité à sept niveaux définie par l'Insee en 2022.
Elle appartient à l'unité urbaine de Hesdin, une agglomération intra-départementale regroupant huit  communes, dont elle est une commune de la banlieue,,. Par ailleurs la commune fait partie de l'aire d'attraction d'Hesdin, dont elle est une commune de la couronne,. Cette aire, qui regroupe 28 communes, est catégorisée dans les aires de moins de 50 000 habitants,.

### Occupation des sols
L'occupation des sols de la commune, telle qu'elle ressort de la base de données européenne d’occupation biophysique des sols Corine Land Cover (CLC), est marquée par l'importance des territoires agricoles (71,1 % en 2018), en diminution par rapport à 1990 (73,2 %). La répartition détaillée en 2018 est la suivante : 
terres arables (46,2 %), prairies (24 %), zones urbanisées (16,5 %), forêts (12,4 %), zones agricoles hétérogènes (0,9 %). L'évolution de l’occupation des sols de la commune et de ses infrastructures peut être observée sur les différentes représentations cartographiques du territoire : la carte de Cassini (XVIIIe siècle), la carte d'état-major (1820-1866) et les cartes ou photos aériennes de l'IGN pour la période actuelle (1950 à aujourd'hui).

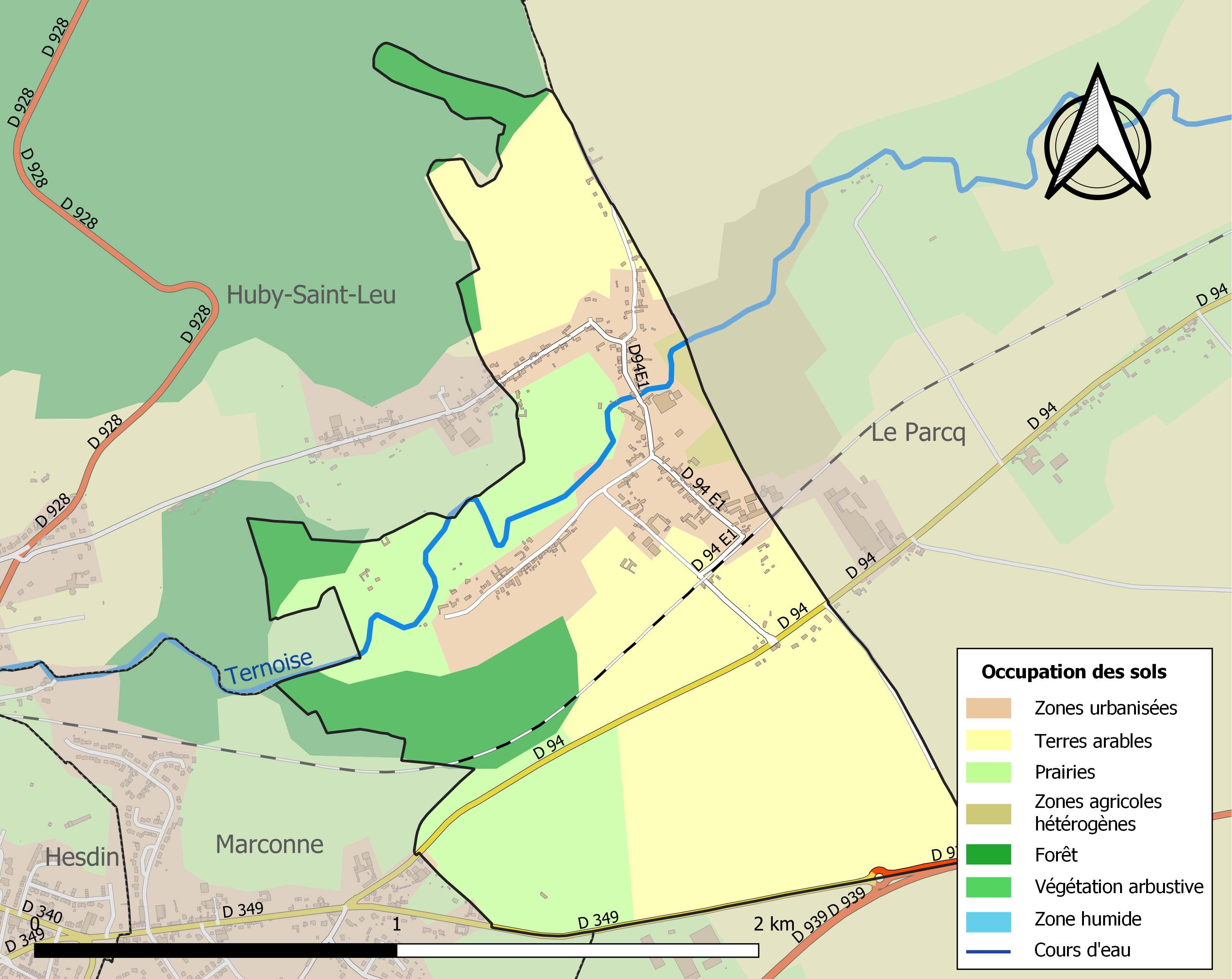
Carte des infrastructures et de l'occupation des sols de la commune en 2018 (CLC).

### Voies de communication et transports

#### Voies de communication
La commune est desservie par la route départementale D 94 et la D 939 qui relie Le Touquet-Paris-Plage et Arras.

#### Transports
La commune se trouve à 3 km à l’est de la gare d'Hesdin, située sur la ligne de Saint-Pol-sur-Ternoise à Étaples, desservie par des trains TER Hauts-de-France.

## Toponymie
Le nom de la localité est attesté sous les formes : Grynni en 1079 (cartulaire d'Auchy) ; Grinni en 1112 ; Gregni en 1123 ; Greigni en 1144 (petit cartulaire de Dommartin) ; Grengi en 1164 (cartulaire de Saint-Georges) ; Greni et Grenni XIIe siècle ; Gringni en 1221 ; Gringi en 1228 ; Grigni en 1285 ; Grenii en 1294 ; Greigny en 1298 ; Grigniacum en 1316 ; Grenhi en 1321 ; Gregny en 1330 ; Gringny en 1526 ; Griny en 1559 ; Griniy en 1725; Grigny XVIIIe siècle ; Grigny  depuis 1793 et 1801.
Le nom de la commune viendrait de Grinnius ou Grino, nom d'homme germanique, ou d'un nom d'homme roman, Granius.

## Histoire
On trouve des seigneurs du nom de Grigny à partir du Moyen Âge sans pouvoir savoir à quelle seigneurie de ce nom ils se rattachent, :
Au XVIe siècle, Antoine de Bassecourt, écuyer et bourgeois d'Arras, est seigneur de Grigny (lès-Hesdin). Son descendant, Jean-Baptiste de Bassecourt, commandant général de la cavalerie de l'armée de Catalogne, puis général des armées du royaume de Naples obtiendra par lettres patentes  de juillet 1690 du roi d'Espagne Charles II l'érection de sa terre de Grigny en marquisat (son blason d'azur à une bande d'argent chargée de trois croisettes de gueules est visible dans l'église de la commune). N'ayant pas d'héritier, il lègue sa terre de Grigny à sa sœur, Antoinette Philippe de Bassecourt, mariée à Louis de Salperwick. La terre de Grigny passe alors par alliance à La famille de Salperwick qui conserve le fief  jusqu’à la Révolution.
C'est dans cette localité que s'est installé, en 1639, le campement de l'état-major de Charles de la Meilleraye. Il s'empara d'Hesdin en 1639 puis, ayant fait sa jonction avec Maillé-Brezé après la chute de Lens (1641), il ravagea les faubourgs de Lille et mit le siège devant Bapaume.
En 1789, Grigny faisait partie au temporel du bailliage d'Hesdin et suivait la coutume d'Artois. Au spirituel, son église, consacrée à Sainte-Gertrude était un secours de Marconne et faisait partie du doyenné d'Hesdin, dans l'ancien diocèse de Saint-Omer (aujourd'hui celui d'Arras).

### Château
La présence d'un château, sur une tapisserie de Bayeux représentant Grigny, conduit le musée de France d'Opale Sud de Berck à entreprendre des fouilles dans les années 2010. Elles mettront au jour de nombreuses pièces datant du Moyen Âge attestant de la présence de ce château.

## Politique et administration

### Découpage territorial
La commune se trouve dans l'arrondissement de Montreuil du département du Pas-de-Calais, auparavant, depuis 1801, elle se trouvait dans l'arrondissement de Saint-Pol puis, depuis 1926, dans l'arrondissement d'Arras.

#### Commune et intercommunalités
La commune est membre de la communauté de communes des 7 Vallées.

#### Circonscriptions administratives
La commune est rattachée au canton d'Auxi-le-Château. Avant le redécoupage cantonal de 2014, elle était, depuis 1816, rattachée au canton du Parcq.

#### Circonscriptions électorales
Pour l'élection des députés, la commune fait partie de la quatrième circonscription du Pas-de-Calais.

### Élections municipales et communautaires

#### Liste des maires
| Période                                  | Période                    | Identité           | Étiquette | Qualité                                           |
| ---------------------------------------- | -------------------------- | ------------------ | --------- | ------------------------------------------------- |
| Les données manquantes sont à compléter. |                            |                    |           |                                                   |
| 1977                                     | 1997                       | Michel Fiquet      |           |                                                   |
| 1997                                     | décembre 2007              | Francis Fiquet     |           | Décédé en fonction                                |
| 2007                                     | 2008                       | Jean-Pierre Wierre |           | Maire par intérim                                 |
| 2008                                     | 2014                       | Marcel Deledique   |           |                                                   |
| 2014                                     | En cours (au 14 mars 2022) | Francis Maniez     |           | Ouvrier qualifié, Réélu pour le mandat 2020-2026, |

## Équipements et services publics

### Enseignement
La commune est située dans l'académie de Lille et dépend, pour les vacances scolaires, de la zone B.
Elle administre une école primaire en regroupement pédagogique intercommunal (RPI 43).

### Justice, sécurité, secours et défense
La commune dépend du tribunal judiciaire d'Arras, du conseil de prud'hommes d'Arras, de la cour d'appel de Douai, du tribunal de commerce d'Arras, du tribunal administratif de Lille, de la cour administrative d'appel de Douai, du pôle nationalité du tribunal judiciaire d’Arras et du tribunal pour enfants d'Arras.

## Population et société

### Démographie
Les habitants de la commune sont appelés les Grignois.

#### Évolution démographique
L'évolution du nombre d'habitants est connue à travers les recensements de la population effectués dans la commune depuis 1793. Pour les communes de moins de 10 000 habitants, une enquête de recensement portant sur toute la population est réalisée tous les cinq ans, les populations de référence des années intermédiaires étant quant à elles estimées par interpolation ou extrapolation. Pour la commune, le premier recensement exhaustif entrant dans le cadre du nouveau dispositif a été réalisé en 2006.

En 2022, la commune comptait 292 habitants, en évolution de −1,02 % par rapport à 2016 (Pas-de-Calais : −0,72 %, France hors Mayotte : +2,11 %).
| 1793 | 1800 | 1806 | 1821 | 1831 | 1836 | 1841 | 1846 | 1851 |
| ---- | ---- | ---- | ---- | ---- | ---- | ---- | ---- | ---- |
| 260  | 108  | 228  | 308  | 425  | 469  | 473  | 451  | 465  |

| 1856 | 1861 | 1866 | 1872 | 1876 | 1881 | 1886 | 1891 | 1896 |
| ---- | ---- | ---- | ---- | ---- | ---- | ---- | ---- | ---- |
| 428  | 413  | 396  | 400  | 400  | 375  | 403  | 400  | 377  |

| 1901 | 1906 | 1911 | 1921 | 1926 | 1931 | 1936 | 1946 | 1954 |
| ---- | ---- | ---- | ---- | ---- | ---- | ---- | ---- | ---- |
| 386  | 404  | 382  | 404  | 411  | 345  | 344  | 303  | 304  |

| 1962 | 1968 | 1975 | 1982 | 1990 | 1999 | 2006 | 2011 | 2016 |
| ---- | ---- | ---- | ---- | ---- | ---- | ---- | ---- | ---- |
| 369  | 383  | 399  | 375  | 361  | 329  | 299  | 299  | 295  |

| 2021 | 2022 | - | - | - | - | - | - | - |
| ---- | ---- | - | - | - | - | - | - | - |
| 294  | 292  | - | - | - | - | - | - | - |

#### Pyramide des âges
En 2018, le taux de personnes d'un âge inférieur à 30 ans s'élève à 33,0 %, soit en dessous de la moyenne départementale (36,7 %). À l'inverse, le taux de personnes d'âge supérieur à 60 ans est de 29,0 % la même année, alors qu'il est de 24,9 % au niveau départemental.
En 2018, la commune comptait 153 hommes pour 143 femmes, soit un taux de 51,69 % d'hommes, largement supérieur au taux départemental (48,50 %).
Les pyramides des âges de la commune et du département s'établissent comme suit.
| Hommes | Classe d’âge | Femmes |
| ------ | ------------ | ------ |
| 0,0    | 90 ou +      | 0,7    |
| 7,8    | 75-89 ans    | 7,6    |
| 17,0   | 60-74 ans    | 25,1   |
| 20,3   | 45-59 ans    | 22,3   |
| 18,5   | 30-44 ans    | 14,7   |
| 15,2   | 15-29 ans    | 15,5   |
| 21,2   | 0-14 ans     | 14,1   |

| Hommes | Classe d’âge | Femmes |
| ------ | ------------ | ------ |
| 0,5    | 90 ou +      | 1,6    |
| 5,6    | 75-89 ans    | 8,9    |
| 16,7   | 60-74 ans    | 18,1   |
| 20,2   | 45-59 ans    | 19,2   |
| 18,9   | 30-44 ans    | 18,1   |
| 18,2   | 15-29 ans    | 16,2   |
| 19,9   | 0-14 ans     | 17,9   |

## Culture locale et patrimoine

### Lieux et monuments
- L'église Sainte-Gertrude date de 1677. Elle fut construite sur un terrain donné par Jean-Baptiste de Bassecourt, seigneur de Grigny, à l'initiative de Placide de Brandt, abbé d'Auchy. L'église ancienne avait été bâtie dans les prairies du côté du Parcq[50],[51].

Elle héberge sept éléments patrimoniaux, répertoriés dans la base Palissy, inscrits au titre d'objet des monuments historiques.
- Le monument aux morts[53].
- Le moulin.
- Le pigeonnier.

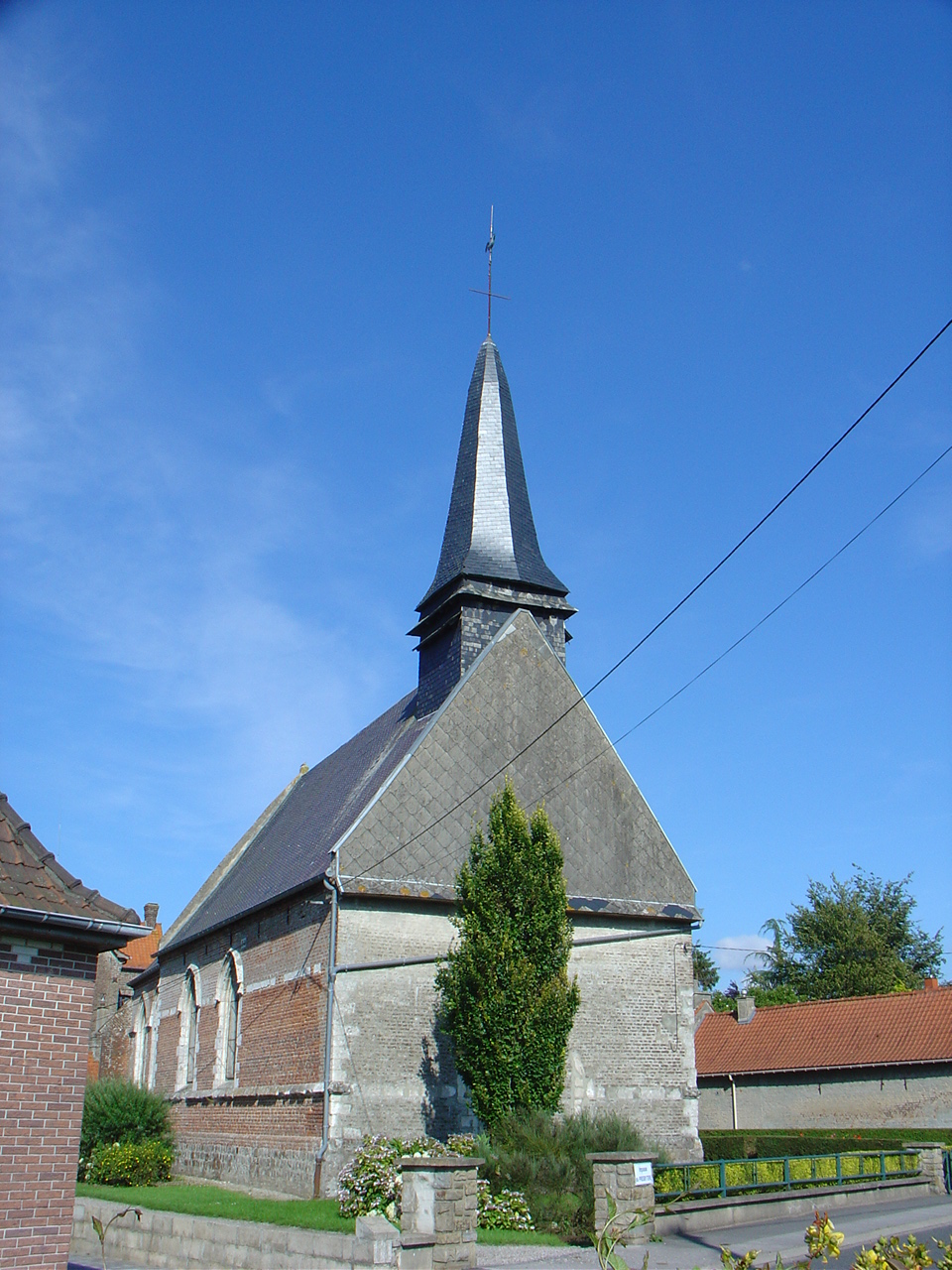
L'église.
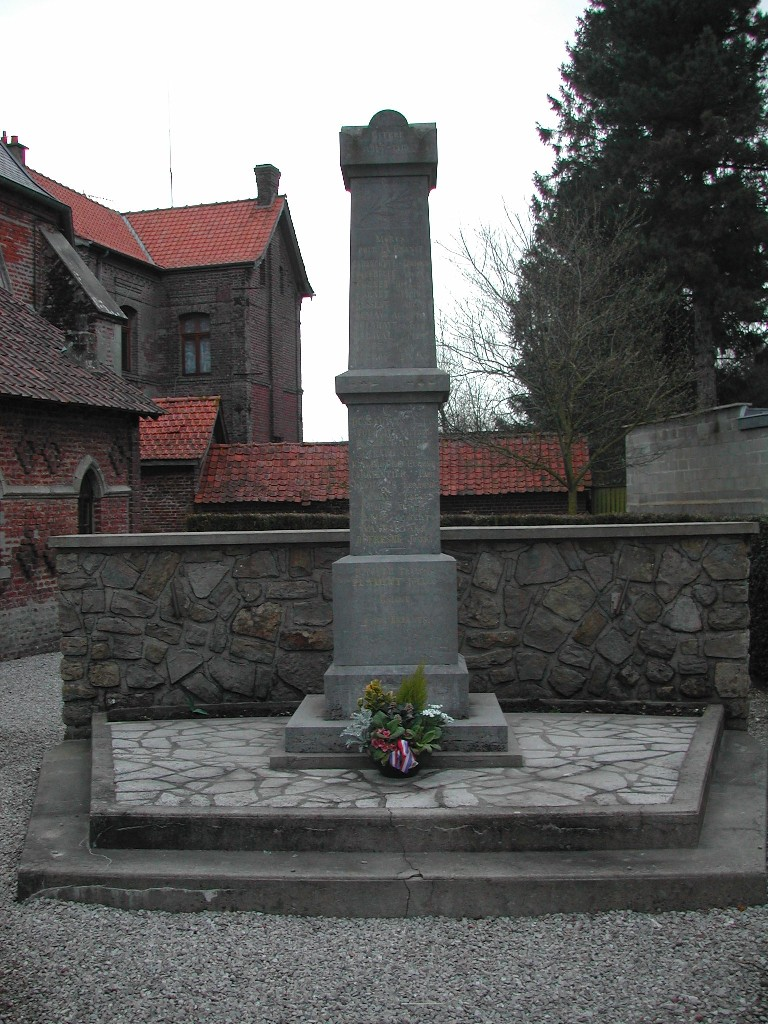
Le monument aux morts.
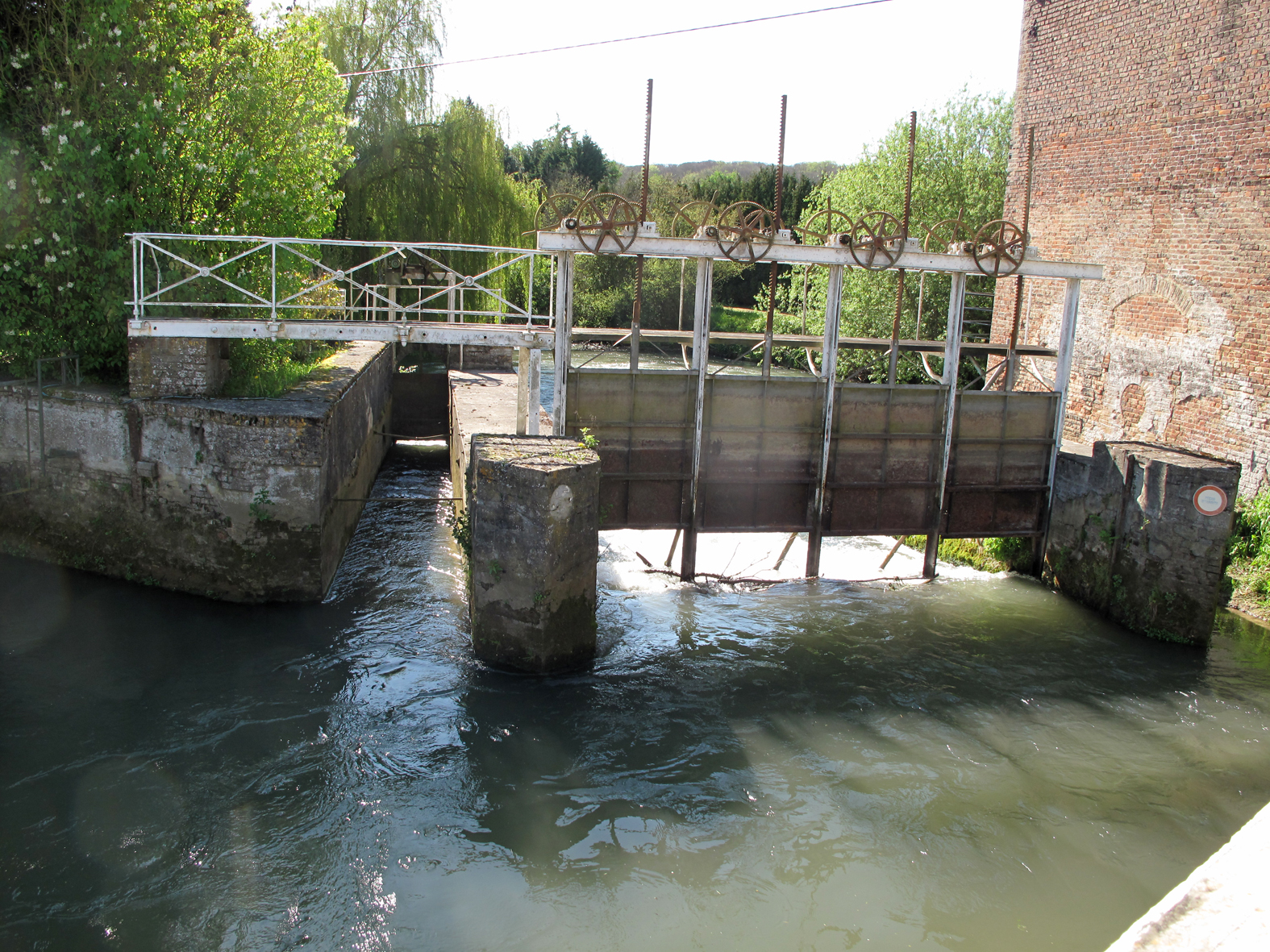
Le moulin.
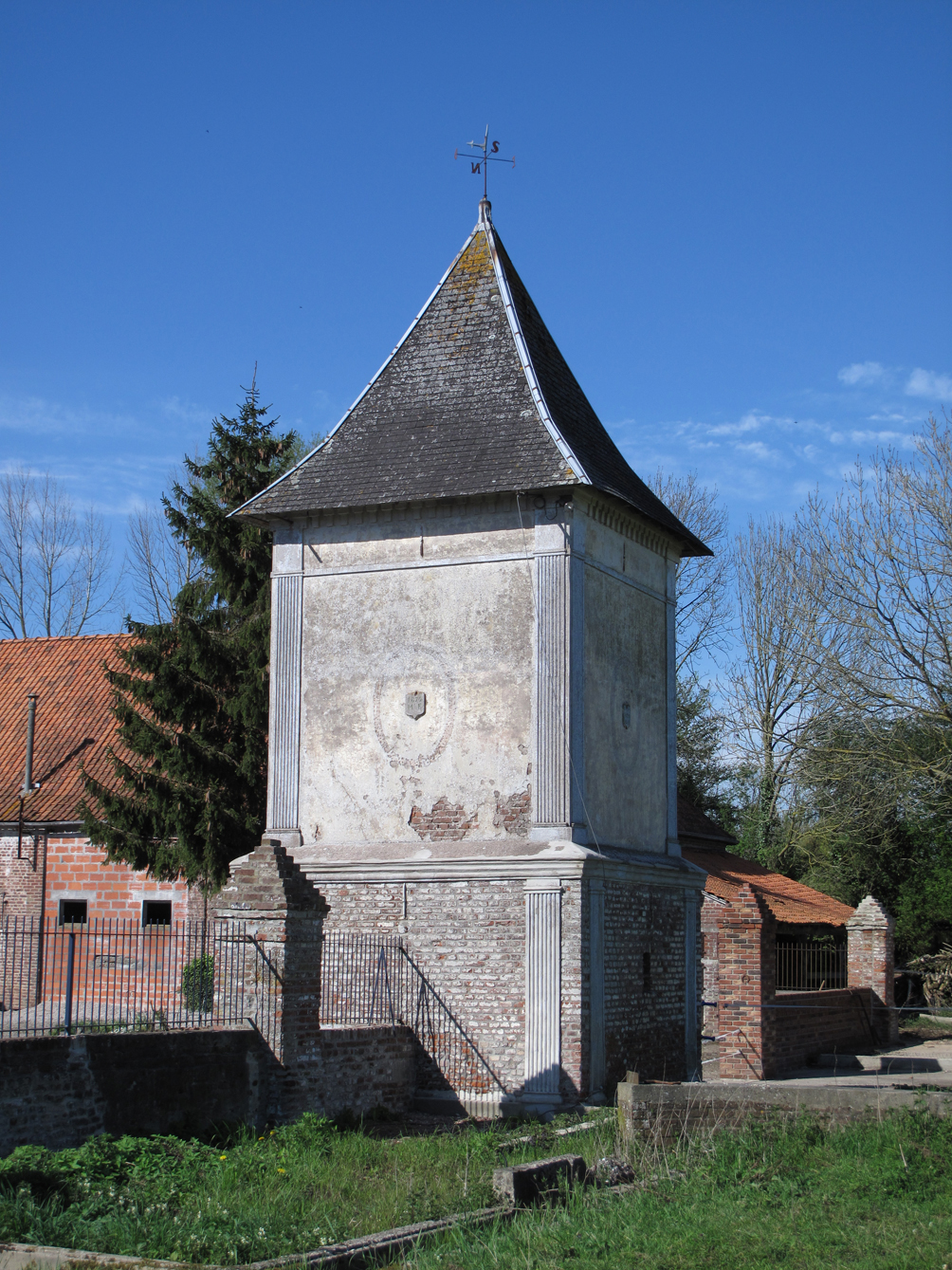
Le pigeonnier.

### Héraldique, logotype et devise
| Blason de Grigny | Blason  | De gueules à la bande d'argent chargée de trois flanchis du champ posés à plomb. |
| Blason de Grigny | Détails | Le statut officiel du blason reste à déterminer.                                 |

## Pour approfondir